# Leucemia cronica
Le leucemie croniche sono le più comuni forme di leucemia, si ha una proliferzione piuttosto controllata di blasti leucemici maturi.
Si classificano in:
- Leucemie linfatiche croniche
- Leucemie mieloidi croniche e giovanili